# 噫小西巡査
『噫小西巡査』（ああこにしじゅんさ）は、1922年（大正11年）製作・公開、衣笠貞之助・内田吐夢共同監督による日本の長篇劇映画、サイレント映画、現代劇映画である。女形俳優の衣笠貞之助が出演し、映画監督としてもデビューした作品であり、横浜の大正活映出身の俳優であった内田吐夢にとっても、監督デビュー作である。

## 略歴・概要
「日活新派」と呼ばれ、現代劇を量産していた東京の日活向島撮影所で、1918年（大正7年）以来、女形を務めていた衣笠貞之助は、撮影所を飛び出して舞台実演の巡業を始めていた。同様に日活から独立して牧野教育映画製作所を設立していた京都の牧野省三は、日活から頼まれて衣笠を説得し、預かって、初めての監督作を撮らせたのが本作、『噫小西巡査』である。本作は、1922年（大正11年）10月29日に、日活の配給で、浅草公園六区の三友館を皮切りに公開された。
東京国立近代美術館フィルムセンターは本作のプリントを所蔵していない。マツダ映画社も所蔵していない。衣笠・内田のダブル・デビュー作であるにもかかわらず、現状、観賞することの不可能な作品である。

## スタッフ・作品データ
- 監督 : 衣笠貞之助、内田吐夢
- 脚本 : 不明
- 撮影 : 金森万象
- 製作 : 牧野教育映画製作所
- 上映時間（巻数） : 60分（6巻）
- フォーマット : 白黒映画 - スタンダードサイズ（1.33:1） - サイレント映画
- 公開日 :  日本 1922年10月29日
- 配給 :  日活
- 初回興行 : 浅草・三友館

## キャスト
- 本間直司
- 衣笠貞之助
- 小泉嘉輔
- 森きよし
- 渡辺篤

## 註
1. ↑  所蔵映画フィルム検索システム、東京国立近代美術館フィルムセンター、2009年12月18日閲覧。
2. ↑  主な所蔵リスト 劇映画＝邦画篇、マツダ映画社、2009年12月18日閲覧。